# Museum für Soziale Hygiene (Nürnberg)
Das Museum für Soziale Hygiene war ein Nürnberger Museum des städtischen Gesundheitsamtes.

## Geschichte

### Vorgeschichte
Am 1. Juli 1920 nahm das neu eingerichtete städtische Gesundheitsamt, welches die bisher auf viele Ämter verteilten Aufgaben im sanitären und sozialhygienischen Bereich übernehmen sollte, seine Tätigkeit auf. In der Nachkriegszeit des Ersten Weltkrieges beschäftigte es sich größtenteils mit der Seuchen- und Parasitenbekämpfung oder der Versorgung unterernährter Kinder. Nach der Normalisierung der Lebensverhältnisse lagen die Schwerpunkte der Arbeit auf dem Gebiet des amts- und schulärztlichen Dienstes sowie der Bekämpfung von Haut- und Geschlechtskrankheiten. Wie auch in anderen deutschen Großstädten, zum Beispiel Dresden, Frankfurt am Main, Köln oder Stuttgart, entschloss man sich unter sozialreformistischen Absichten zur Einrichtung eines Hygienemuseums.

### Eröffnung
Das Museum für Soziale Hygiene wurde am 20. Februar 1930 am Hauptmarkt eröffnet und stand unter der Leitung des städtischen Gesundheitsamtes. Eine Dauerausstellung befasste sich mittels Bildern und Modellen mit dem Gebiet der Stadthygiene sowie anhand von Lehrpräparaten mit dem Thema Mensch. In Sonderausstellungen wurden die Themengebiete vertieft. Ebenso gehörte ein modern ausgestatteter Vortragsraum mit einem Filmprojektor und einem Epidiaskop zum Museum.

### Propagandaausstellungen
Nach der Machtübernahme der Nationalsozialisten 1933 wurde das Museum zu propagandistischen Zwecken genutzt, wie zum Beispiel 1936 mit der Ausstellung Vererbung – Rasse – Volk. Das Gebäude wurde im Rahmen der Luftangriffe auf Nürnberg vollständig zerstört.

### Nachkriegszeit
Nach dem Ende des Zweiten Weltkrieges gab es zwar Bestrebungen, das Museum wieder zu errichten, allerdings scheiterte dies an mangelnden Räumlichkeiten und vorerst dringenderen Aufgabengebieten.